# Augusto Ferri
Augusto Antonio Ferri (Bolonia, 9 de julio de 1829-Pésaro, 21 de noviembre de 1895) fue un pintor y escenógrafo italiano radicado en España.

## Biografía
Natural de la ciudad italiana de Bolonia, se mudó a Madrid, donde desarrolló gran parte de su carrera como pintor y escenógrafo. Se le deben, entre otras obras, el telón del teatro del Conservatorio de Música y Declamación de Madrid, el del Teatro Principal de Barcelona, el techo y las decoraciones del teatro Calderón de Valladolid, el monumento de estilo bizantino estrenado en la Semana Santa de 1866 en la iglesia del hospital general de Madrid, un jardín oriental, un salón al estilo del Renacimiento y varios transparentes para los bailes del Teatro Real de Madrid de 1867 y el salón llamado de la Agricultura en el café de Madrid. Trabajó, asimismo, para el Teatro Español, el Circo y el Novedades. Colaboró en diversas ocasiones con Giovanni Busato, natural de Vicenza.
Participó, asimismo, en la decoración de varias obras de teatro, incluidas La Hebrea, La Mutta di Portici, Roberto il diavolo, Guillermo Tell, Las querellas del Rey Sabio, Los soldados de plomo, Juan Lorenzo, En brazos de la muerte, Don Juan Tenorio —para la que hizo el panteón—, Baltasar, La espada de Satanás, El Dos de Mayo, Los perros del monte de San Bernardo, La bella Elena, Barba azul, El potosí submarino, La sota de espadas, Jone, Los magyares, Zilda, El molinero de Subiza, Don Sebastián y Ali Babá. Trabajó, de igual forma, para la sala Eslava, el teatro de la Alhambra y en otros muchos trabajos decorativos. Fue condecorado por su trabajo con la encomienda de la Orden de Carlos III. Entre sus discípulos, se cuenta Bernardo Bonardi, también asentado en España.
Falleció en Pésaro el 21 de noviembre de 1895, a los 66 años.